# Coco (película)
Coco es una película de animación por ordenador producida por Pixar Animation Studios y distribuida por Walt Disney Studios Motion Pictures. Su argumento está basado en una idea de Lee Unkrich, quien también ejerció como director del proyecto, a la par que Adrián Molina como codirector, y contó con un elenco de voces casi completamente de origen latino destinado a los países de habla hispana, excepto en España, donde el elenco estuvo formado por Anthony Gonzalez, Gael García Bernal, Benjamin Bratt, Alanna Ubach, Renée Victor, Ana Ofelia Murguía y Edward James Olmos, entre otros. La trama gira en torno a Miguel, un chico de doce años que es transportado accidentalmente al mundo de los muertos, donde busca ayuda para encontrar a su tatarabuelo músico fallecido y así poder volver con su familia de entre los vivos y que esta quite la prohibición que impone a sus miembros sobre tocar música.
La celebración mexicana del Día de Muertos fue la principal inspiración a la hora de preparar el guion, cuyo trabajo fue obra de Molina y Matthew Aldrich, a partir de la historia sugerida por este par de trabajadores, así como de Unkrich y Jason Katz. La fase de animación comenzó en 2016 y, para llegar a tal paso, Unkrich y otros miembros de Pixar realizaron viajes a México a modo de investigación, especialmente a los estados de Guanajuato, Michoacán y Oaxaca. Allí, aparte de visitar varios de los lugares que más adelante se tomarían como referencia para diseñar los escenarios de la cinta, también estuvieron conviviendo con varias familias locales, con las que aprendieron sobre las tradiciones del país y tomaron sus rasgos físicos para el modelado de los personajes. Por su parte, la banda sonora fue obra de Michael Giacchino, quien ya había colaborado con otros largometrajes de la compañía. Asimismo, el coste de producción fue de 175 millones USD.
El lanzamiento del filme fue llevado a cabo el 20 de octubre de 2017 en el Festival Internacional de Cine de Morelia en México, y a la semana siguiente se exhibió en las principales salas de cine del país —una semana antes del Día de Muertos—, mientras que en Estados Unidos hubo que esperar hasta el 22 de noviembre de ese mismo año. La cinta fue elogiada por su animación, los actores de voz, la música, su historia emocional y el respeto hacia la cultura de México; tal es así que consiguió unos ingresos en taquilla por valor de más de 800 millones USD. Es más, el filme fue nominado a varios premios, entre los que ganó el par de Óscar a la mejor película de animación y a la mejor canción original, con el sencillo «Recuérdame».

## Argumento

### Sinopsis
La trama de Coco tiene lugar en el pueblo mexicano ficticio de Santa Cecilia, donde habita Miguel Rivera, un niño de doce años de edad que aspira a convertirse en músico al igual que su fallecido ídolo Ernesto de la Cruz, un popular cantante. No obstante, sus anhelos se ven obstaculizados por la restricción impuesta por su familia hacia la música, específicamente desde que su tatarabuela, Imelda, supuso que su esposo le había abandonado en aras de la búsqueda de una carrera musical. Desde entonces sus padres y bisabuela, llamada Coco, se dedican a la producción y confección de calzado. A pesar de lo anterior, Miguel crea su propia guitarra y aprende a tocarla en secreto a partir de vídeos de su ídolo. 

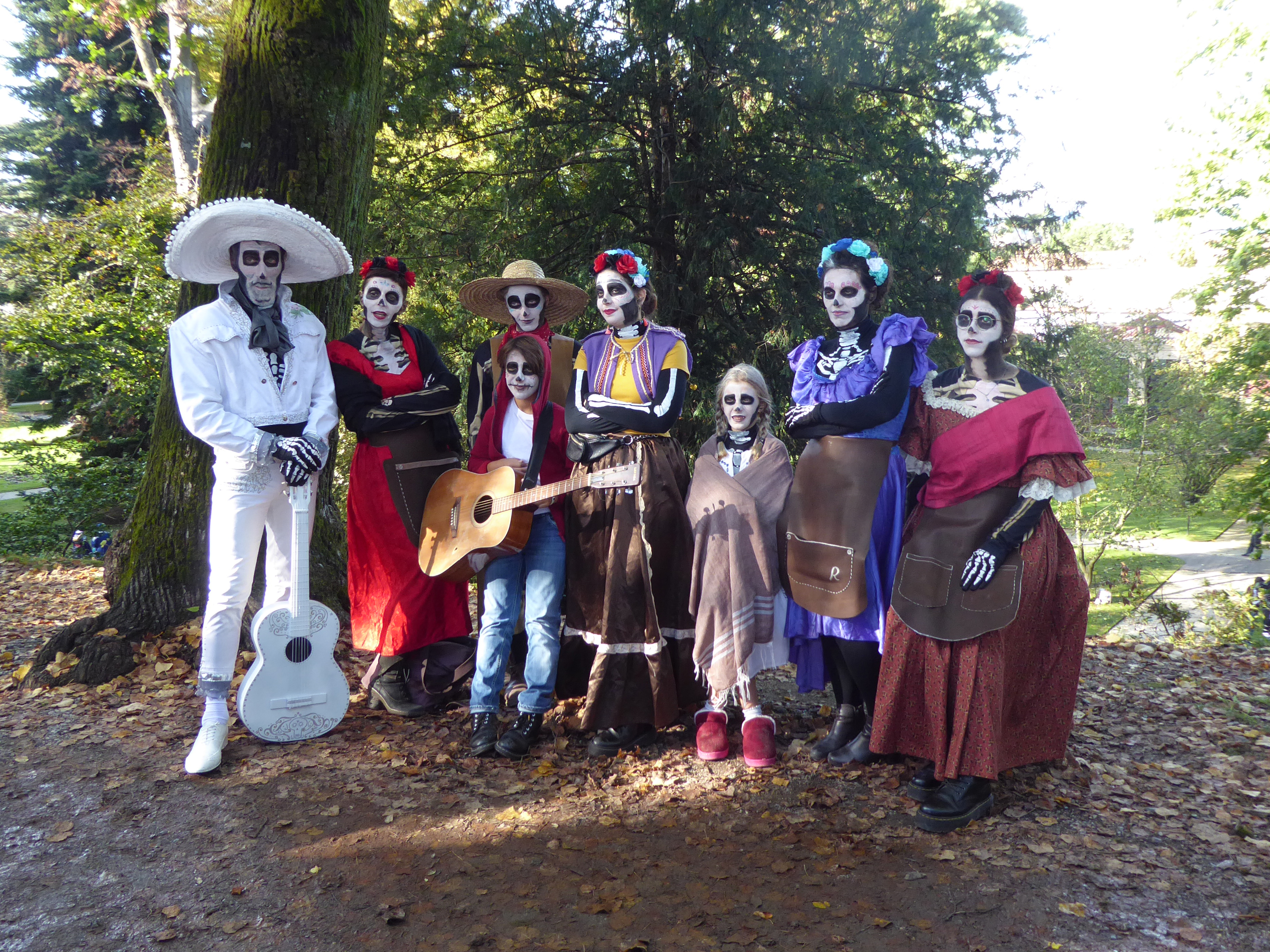
Personas disfrazadas como los personajes principales de Coco.

Mientras observa uno de los retratos del altar de muertos familiar, en el que se omite el rostro del esposo de Imelda, Miguel se da cuenta de que su tatarabuelo sostiene la guitarra de De la Cruz y deduce que posee un parentesco con él. Esto lo incita a inscribirse en un concurso local de música a celebrarse en el Día de Muertos, y en el que piensa participar con su guitarra. Sin embargo, su abuela Elena, en un acto de ira, destruye su instrumento musical por lo que, el día del certamen, el niño se escabulle en el mausoleo de De la Cruz con la intención de usar su icónica guitarra durante el evento. Tan pronto la sostiene y rasguea, es transportado a otra dimensión en la que es capaz de interactuar con los esqueletos parlantes de los difuntos reunidos en la plaza de Santa Cecilia, así como con un xoloitzcuintle callejero llamado Dante. Pronto se percata de que los difuntos anualmente emprenden un viaje desde la «tierra de los muertos» a la de los vivos, gracias a un puente mágico que sirve de cruce entre ambas dimensiones, para reunirse con sus seres queridos. Una vez que Miguel se encuentra con sus parientes fallecidos, incluida Imelda, se vuelve consciente de que los difuntos solo pueden cruzar a la tierra de los vivos si son recordados continuamente por sus familiares. Además, debe regresar a su dimensión antes del amanecer o en caso contrario habría de quedarse para siempre en la tierra de los muertos. Adicionalmente, para concretar esto último, se requiere la bendición de uno de sus familiares finados con ayuda del pétalo de una flor de cempásuchil. Aunque su tatarabuela le ofrece su bendición, Miguel la rechaza, ya que le condiciona a abandonar su aspiración musical, por lo que decide buscar en cambio la de De la Cruz.
En su trayecto conoce a Héctor, que le ofrece ayudarlo a reunirse con su ídolo a cambio de que se lleve consigo su retrato a la tierra de los vivos y se lo dé a su hija para que ella lo siga recordando, o de lo contrario él habría de desaparecer de la tierra de los muertos. Tras participar en un concurso de canto y ser perseguidos por Imelda y su alebrije, ambos se escabullen en la mansión del cantante. De la Cruz queda fascinado por el talento vocal de Miguel, pero antes de darle su bendición al niño, Héctor lo encara por viejas rencillas que se remontan a una fallida colaboración musical que condujo a que De la Cruz matara a este último para adjudicarse la autoría de las canciones originalmente compuestas por Héctor. Consciente del riesgo que supone la difusión pública de este suceso, De la Cruz cambia de parecer y ordena a sus guardaespaldas que aprisionen a Héctor y Miguel en un cenote. Poco después, este último se entera de que Héctor, y no De la Cruz, es su tatarabuelo y, por lo tanto, debe llevarle su foto a Coco para que pueda seguir recordando a su difunto padre.
Tras ser rescatados por Imelda y el resto de sus familiares con ayuda del alebrije, Miguel les da a conocer el verdadero desenlace trágico de Héctor, lo que lleva a que Imelda se reconcilie con él. Antes de regresar a la tierra de los vivos, Miguel se infiltra en un concierto de De la Cruz con tal de recuperar la foto de su tatarabuelo. Mientras todo esto ocurría, los crímenes de De la Cruz son revelados a la audiencia y este acaba siendo aplastado de manera accidental por un campanario de gran tamaño. A pesar de lo anterior, el esfuerzo de los protagonistas resulta infructuoso, ya que la fotografía de Héctor acaba perdiéndose en el fondo del lago y el niño debe de retornar a su dimensión ante el inminente amanecer. Como última esperanza, Miguel interpreta la canción «Recuérdame», compuesta originalmente por Héctor a Coco. Esto es suficiente para que su abuela vuelva a recordar a Héctor. Asimismo, los Rivera eliminan la antigua restricción familiar hacia la música. En las escenas finales, y transcurrido un año a partir de los anteriores sucesos, se aprecia a Miguel presentándole el altar familiar a su pequeña hermana, mientras que Héctor e Imelda emprenden su viaje con la recientemente fallecida Coco para hacer la visita anual a sus familiares en el Día de Muertos.

### Temáticas
La premisa central de Coco es el Día de Muertos, una de las principales tradiciones mexicanas caracterizada por «honrar a los difuntos con altares llenos de flores y sus indispensables fotografías correspondientes, con comida, bebida, disfraces y mucha música». El origen de esta celebración, realizada anualmente el 2 de noviembre, se remonta a las culturas maya, nahua, zapoteca y mixteca que habitaban el centro y el sur del país durante la época prehispánica, y poseía una relevancia «ceremonial y festiva», además de representar uno de los «núcleos centrales tanto de la identidad y la cosmovisión de cada grupo, como de su vida social comunitaria». Su alcance también se extiende a varias decenas de pueblos indígenas.
Uno de los conceptos explorados en la trama tiene que ver con el simbolismo asociado con la muerte, que «juega un papel preponderante en nuestra existencia por un lado como límite, fin, mientras que por el otro se convierte en frontera y umbral» y en la que la esperanza «cumple la función de superar la angustia a la finitud». A lo largo de la película se hace referencia a celebridades difuntas como Cantinflas, María Félix, El Santo, Jorge Negrete o Frida Kahlo y se abordan temáticas como la familia, los anhelos, la «búsqueda de fama y el éxito sin escrúpulos», la nostalgia que «se explica a sí misma repetidas ocasiones mediante su canción principal», el sentido del compromiso, la necesidad del perdón y la noción de que, a veces, «las cosas no son lo que aparentan». Molina, uno de los guionistas, argumentó que «mi esperanza es que cuando las familias vayan a ver este filme juntos, tengan una manera de comunicarse, y entiendan el valor de la palabra de generación en generación», mientras que la productora Anderson señaló que «Coco sigue la senda de otras películas de Pixar como Toy Story o Up, despertando el amor por los "viejos valores", la infancia o la familia». En opinión de Unkrich: «Queríamos hacer un homenaje a aquellos que vinieron antes que nosotros [...] tratamos de aprovechar algo universal con lo que todos podemos identificarnos, nuestra familia. Así enlazábamos tanto el pasado, el presente como el futuro [...] Jugamos con varias historias hasta que aterrizamos en esta, que está enraizada en el concepto de familia y en un personaje que trata de reconciliar su pasión y deseo, la música, con una familia que no cree en eso y activamente trata de mantenerle alejado de su pasión». En cuanto a su aprendizaje sobre la festividad mexicana, el cineasta agregó que había descubierto que «podemos fallecer varias veces [...] Cuando se nos para el corazón, cuando nos entierran y nadie nos puede ver y cuando no queda nadie en el mundo de los vivos que nos recuerde». A su vez, el actor Gael García Bernal opinó que la cinta representa la «reivindicación del valor que tienen los trabajadores latinos en Estados Unidos» especialmente los mexicanos, de manera que «es una forma de conectar a las personas, no de separarlas».
Algunos elementos característicos de esta tradición y que son abordados por el filme son la raza canina endémica xoloitzcuintle —cuyos especímenes eran considerados como «una guía hacia el Mictlán, el mundo de los muertos»—; los alebrijes —figuras artesanales que aluden a coloridas criaturas fantásticas—; el papel picado que tiene fines decorativos y muestra mensajes y figuras relacionadas con la festividad; y la flor de cempasúchil que suele colocarse en las ofrendas y altares para «marcar el camino que deben seguir los fallecidos desde el más allá». De igual forma se incluyen situaciones típicas del país como lo son el uso de la chancla a manera de reprimenda física contra los niños y las familias numerosas. Otras influencias son los boleros rancheros de las décadas de 1920 y 1930 y el son jarocho que sirvieron de inspiración para la composición de la banda sonora.

## Reparto principal
El elenco principal de voces en inglés estuvo conformado íntegramente por actores hispanos, ya que de acuerdo con Unkrich: «Desde el primer día fue importante para nosotros que todo el elenco fuera hispano. Nos enfocamos y terminamos con una mezcla fantástica de gente, algunos de México y otros de Los Ángeles». El proceso de selección del reparto recayó en la latina Carla Hool, en coordinación con Natalie Lyon y Kevin Reher. Unkrich especificó que el proceso de selección del actor infantil que habría de interpretar al protagonista resultó «complicado», ya que «es difícil hallar a niños que puedan actuar bien [...] tuvimos que enhebrar una aguja porque necesitaba un niño latino y de cierta edad, pero como nuestras películas tardan mucho en hacerse, ¡no podía aceptar que su voz cambiara! E idealmente necesitaba un niño que pudiera cantar». Originalmente se tenía considerado a Emilio Fuentes para interpretar a Miguel; sin embargo, debió ser reemplazado, ya que su voz cambió a raíz de la pubertad. En su lugar, eligieron a Anthony Gonzalez, que había hecho su audición para el mismo personaje hacía un par de años atrás. Al respecto, Gonzalez comentó: «[Miguel y yo] sabemos la importancia de seguir nuestros sueños y de preservar nuestra tradición, así que es algo que relacioné mucho con Miguel».
El resto del reparto se dio a conocer en un comunicado difundido en 2016. Por su parte, Benjamin Bratt, intérprete de Ernesto De la Cruz, se mostró «emocionado» por el hecho de que Pixar se hubiese interesado en producir una película sobre la cultura latina. En su opinión, De la Cruz es como «el Frank Sinatra mexicano [... y] alguien desproporcionadamente importante». Para su interpretación, y por recomendación de los productores, Bratt analizó algunos videos de actores del cine mexicano como Jorge Negrete o Pedro Infante. Asimismo, encontró semejanzas entre la apariencia física del personaje y la de su padre, un hombre «arrogante y confiado», por lo que realizó su actuación a manera de homenaje hacia él.
Cabe agregar que el equipo realizador se inspiró en los gestos y movimientos realizados por García Bernal durante la grabación de sus diálogos para la animación de su personaje, Héctor. En opinión del actor: «La primera vez que la vi [la película], lloré. Había muchos detalles alrededor, fue muy curioso e intentaba controlarme. Creo que fue un privilegio formar parte de eso. Ellos [los ejecutivos de Pixar] al principio me hablaron de lo que querían hacer y yo pensaba: "Genial, claro que participaré"». A su vez, Alanna Ubach consideró que la película resalta «una cualidad que todas las familias latinas en el universo tienen en común: respetar y priorizar la importancia de la familia». Para su papel, la actriz se basó en su tía Flora, quien ejerció «una profunda influencia en [su] vida» al ser la matriarca de su familia. Si bien John Ratzenberger carecía de ascendencia latina, Unkrich optó por darle un papel menor con un solo diálogo para mantener la tradición corporativa por la que suele participar en cada filme de Pixar. A continuación se mencionan los intérpretes de voz de cada personaje principal y una breve descripción de su rol en la película:
- Anthony Gonzalez como Miguel: un niño de doce años de edad con aspiraciones musicales.[18][26]
- Gael García Bernal como Héctor: es quien acompaña a Miguel en su travesía por la tierra de los muertos, y tatarabuelo del niño.[18] Su característico andar «quebrantado» estuvo inspirado en el de Ratso, personaje de Midnight Cowboy (1969).[27]
- Benjamin Bratt como Ernesto de la Cruz: el cantante más famoso de México e ídolo de Miguel que goza de la misma popularidad en la tierra de los muertos.[18] El equipo realizador se inspiró en el actor Ricardo Montalbán y los cantantes Vicente Fernández, Negrete e Infante para su caracterización.[28][27]
  - Antonio Sol interpreta las canciones del personaje, con la excepción de «Recuérdame».[29]
- Alanna Ubach como Mamá Imelda: tatarabuela de Miguel y madre de Coco considerada como la matriarca de la familia.[26]
- Ana Ofelia Murguía como Mamá Coco: bisabuela de Miguel que, debido a su edad avanzada, está en riesgo de olvidar a Héctor, su padre.[30] Inspirada por la supercentenaria mexicana María Salud Ramírez Caballero.[31]
  - Libertad García Fonzi interpreta a la versión joven de Coco.[32]
- Renée Victor como Abuela Elena: abuela de Miguel e hija de Coco.[18]
- Edward James Olmos como Chicharrón: amigo de Héctor que desaparece de la tierra de los muertos tras ser olvidado por sus familiares y seres queridos en la tierra de los vivos.[26]
- Selene Luna como tía Rosita.[26]
- Alfonso Arau como papá Julio: bisabuelo de Miguel y esposo de Coco.[26]
- Dyana Ortellí como tía Victoria.[32]
- Jaime Camil como Papá.[26]
- Sofía Espinosa como Mamá.[26]
- Herbert Sigüenza como los tíos Oscar y Felipe.[26]
- Luis Valdez como tío Berto.[26]
  - Valdez también interpreta a Don Hidalgo en la tierra de los muertos.[32]
- Lombardo Boyar como un mariachi que conoce a Miguel en la plaza de Santa Cecilia.[26]
  - Boyar también da voz a Gustavo, un músico en la tierra de los muertos.[32]

Otros actores que participaron en la película son Octavio Solis, Gabriel Iglesias, Cheech Marin, Carla Medina, Blanca Araceli, Natalia Cordova-Buckley, Salvador Reyes y John Ratzenberger, en una variedad de papeles secundarios.

## Producción

### Guion

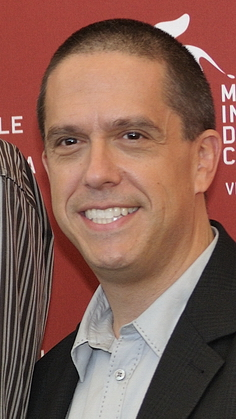
Lee Unkrich, director de la película.

La primera idea para la película se le ocurrió a Lee Unkrich en el año 2010, cuando se estrenó Toy Story 3, un largometraje animado también bajo su dirección. Inicialmente, la trama versaba sobre un niño estadounidense que, durante un viaje a México con su padre de la misma nacionalidad, aprendía sobre sus ancestros mexicanos a la vez que lidiaba con la muerte de su madre nativa de este país.
No obstante, tras haber trabajado sobre tal argumento durante un año, el equipo optó por reorganizarlo al percibir que ese no era el enfoque que buscaban, y en cambio decidieron que el protagonista debía ser mexicano, lo cual dio lugar a que Coco se convirtiese en la primera película de Pixar inspirada en un evento cultural y en un país diferente a Estados Unidos. De acuerdo con Unkrich: «Nos dimos cuenta de que estábamos contando algo que tenía una idea muy diferente de la muerte: era sobre alguien tratando de decir un adiós y eso era totalmente lo opuesto a lo que significa el Día de Muertos [...] [Esta festividad] tiene una importancia y obligación de recordar, de mantener vivos a los seres queridos a través de sus historias». Si bien descartaron el concepto original, optaron por mantener el nombre de uno de sus personajes de la tierra de los muertos, «Coco». Unkrich admitió haber experimentado ansiedad durante la producción, ya que «sentía una enorme responsabilidad sobre mis hombros para hacerlo bien» y la versión original del guion «reflejaba el hecho de que ninguno de nosotros en ese momento era de México», pero querían «evitar caer en los clichés y estereotipos».
Con la intención de analizar las decoraciones, la arquitectura y el estilo de vida de la sociedad mexicana durante el Día de Muertos, el equipo de Pixar realizó cinco viajes al país, a los cuales acudieron Unkrich y Anderson así como los equipos de arte y animación del largometraje. Durante estos recorridos, visitaron Guanajuato; Santa Fe de la Laguna, Pátzcuaro y Tzintzuntzan en Michoacán; Xochimilco en la Ciudad de México; y Tlalixtac, Monte Albán, El Tule, Tlacolula, Ocotlán de Morelos, Santiago Matatlán, San Sebastián Abasolo, Santa Ana Zegache, Teotitlán del Valle y San Marcos Tlapazola en Oaxaca. Al respecto, Unkrich comentó: «Lo había visto retratado en el arte popular. Fue algo sobre la yuxtaposición de los esqueletos con brillo, [y los] colores festivos que capturó mi imaginación. Me ha llevado por el sinuoso camino del descubrimiento. Y lo [que] más aprendí sobre [el] Día de Muertos, lo [que] más me afectó profundamente». Igualmente, durante el viaje por el país, el equipo de producción convivió con numerosas familias de quienes aprendían tradiciones y modos de vida de México. De acuerdo con  Jason Katz, uno de los supervisores de la trama: «Lo último que queremos hacer es representar a la cultura mexicana en su totalidad [...] Lo que queremos hacer es, a partir del Día de Muertos y de sus tradiciones, contar la historia de una familia y la de un niño que se aventura a seguir sus sueños». Otras inspiraciones incluyen las películas de ánime El viaje de Chihiro (2001) y Howl no Ugoku Shiro (2004) de Hayao Miyazaki, así como el filme John Wick (2014). Al igual que en otros largometrajes de Pixar, en Coco también se incluyeron ciertos aspectos que recuerdan a producciones anteriores de la compañía como la marca «Pizza Planet» y un muñeco de Woody de Toy Story (1995), un puesto de alebrijes en el que hay una figura de Nemo de Buscando a Nemo (2003), otro muñeco de Mike Wazowski de Monsters, Inc. (2001) o un póster de Los Increíbles (2004).
En 2015, tras el dibujo de un polémico cartel que criticaba que se hubiese incluido «Día de Muertos» como marca registrada, Pixar contrató a Lalo Alcaraz como consultor de la película, junto con el equipo conformado por el dramaturgo Octavio Solis y la antigua directora ejecutiva de Mexican Heritage Corporation, Marcela Davison Aviles, cuyas responsabilidades en la producción eran similares a la suya. Unkrich se percató que escribir el guion fue «la nuez más dura de partir». Con tal de tener una correcta coordinación entre el personal de Pixar y los nuevos consultores, acordaron reunirse cada pocos meses en los estudios de animación de Pixar, lo que significaba que sería la primera vez que alguien ajeno a la empresa tenía permiso para entrar en las instalaciones. En los primeros borradores del libreto, había notables diferencias con el resultado; por ejemplo, en ciertos aspectos relacionados con la conexión entre la tierra de los vivos y la de los muertos, donde en un caso Miguel —que inicialmente llevaba por nombre «Marco»— tenía que correr físicamente a través de un puente, mientras que en el otro su familia sufriría una maldición en la que solo podían cantar cuando en realidad querían hablar, técnica que podría utilizarse para añadir música allá donde estaba prohibida.

### Diseño
Según Harley Jessup, diseñador de producción del filme, el pueblo de Santa Cecilia está basado en localidades mexicanas reales, ya que el equipo de producción «permaneció con los pies en el suelo en la realidad en el mundo de los vivos». Más específicamente, su diseño está inspirado en Santa Fe de la Laguna y Pátzcuaro —en su plaza Vasco de Quiroga—, en Michoacán, mientras que las torres de la iglesia guardan semejanza con las de San Juan Parangaricutiro, en esa misma región. Por otro lado, los desfiles que aparecen durante la celebración del Día de Muertos se desarrollaron a partir del Festival de las calaveras de Aguascalientes, mientras que la estatua en forma de guitarra que se encuentra en el pequeño pueblo de Paracho de Verduzco se usó para el diseño del instrumento de Miguel. Para los escenarios de la tierra de los muertos, el equipo de producción se desplazó a la ciudad de Guanajuato —donde se localiza la colina repleta de casas pintadas de diferentes colores—, con algunas excepciones como el Departamento de Reuniones Familiares, que está basado en el Palacio Postal de la Ciudad de México o el colorido puente de pétalos de caléndula, que es similar al acueducto de Morelia.
El diseño de la ciudad de Guanajuato les sirvió de influencia para disponer la tierra de los muertos en forma de una «ciudad vertical que tiene varias capas o niveles, escaleras angostas, puentes y, debajo de ella, hay una red de túneles», en la que «las generaciones se acumulan una encima de la otra», de manera que en su perspectiva los aztecas constituyen la base de esta superficie. En general, el equipo de animación recurrió a diseños arquitectónicos de la época victoriana reminiscentes de los estilos artísticos de José Guadalupe Posada, Diego Rivera, Frida Kahlo y David Alfaro Siqueiros; de las fotografías de Gabriel Figueroa y Emmanuel Lubezki, y de ciertas producciones de la Época de Oro del cine mexicano.
Más adelante, la gente de Pixar visitó varias ubicaciones en Oaxaca, como por ejemplo la zona arqueológica de Monte Albán, que fue el origen del diseño de los numerosos templos y tumbas del mundo de los muertos, o la zapatería La Moda de la capital para la reconstrucción del negocio de los Rivera. A su vez, se inspiraron en los trabajos de los diseñadores Jacobo y María Ángeles, del pueblo de San Martín Tilcajete, del mismo estado, para crear a Pepita, el alebrije protector de la familia protagonista, cuyo diseño incluye rasgos de un jaguar, un águila y un carnero. Por último, el cenote en el que son momentáneamente encerrados Héctor y Miguel está basado en los numerosos accidentes geográficos similares que se encuentran en el sureño enclave de Yucatán. Chris Bernardi, cuya tarea era la supervisión de los escenarios, mencionó que la ciudad se hizo pequeña para que Miguel pudiera sentirse limitado, mientras que Bert Varry, el supervisor artístico, afirmó que se usaron materiales antiguos de construcción con tal de representar Santa Cecilia «como una antigua ciudad encantadora».
Por otra parte, Christian Hoffman, supervisor de personajes de la película, reveló que los rasgos detallados del rostro de Mamá Coco se produjeron con un software especial que diseñaba niveles diferentes de detalle, que se iban añadiendo al rostro mediante sombreadores, en vez de recurrir solamente al modelado. De hecho, el modelado se realizó con una resolución superior, para que los animadores pudiesen editar las arrugas correctamente. Para la realización de varios otros personajes se requirieron diseños reales; por ejemplo, visitaron la antigua casa de Frida Kahlo en el distrito de Coyoacán de la Ciudad de México, la tumba de Pedro Infante en el Panteón Jardín para el lugar de sepultura de De la Cruz, así como la escultura de Jorge Negrete que se encuentra en la Plaza del Ropero de la ciudad de Guanajuato. Si bien los personajes cadavéricos de la película carecen de rasgos físicos como la piel, el equipo de animación debió producir sus modelos íntegros de manera similar al diseño de los personajes vivos. En opinión de Jessup: «Cada artista hizo su propio diseño de cómo debían de ser. Llegar al resultado final nos llevó más o menos un año y medio».

### Animación
Unkrich anunció el 13 de abril de 2016 que el proceso de animación había comenzado. Ese mismo año, Pixar determinó que el guionista de la película Adrián Molina también se involucrara como director a cargo del proyecto. Unkrich dijo que Pixar quería «tener tanto contraste entre» la tierra de los vivos y la de los muertos, que se utilizaron variadas técnicas para diferenciar ambos mundos. Una de ellas fue el color: «Dada la festividad y la iconografía, [Pixar] sabía que la tierra de los muertos tenía que ser visualmente vibrante y [un] lugar colorido, así que diseñaron deliberadamente Santa Cecilia para que fuese más apagada», mencionó Unkrich. Como dato adicional, el color anaranjado es el que más predomina en ambas dimensiones.
De acuerdo con el director, el sonido de la guitarra que toca Miguel es auténtico, ya que el equipo «grabó en vídeo [a] músicos tocando cada canción o melodía y pegó [cámaras] GoPro a sus guitarras» para usarlos como referencia. Asimismo, para la escena en la que Miguel toca música en su escondite secreto, los productores utilizaron «movimientos de cámara líricos, muy elegantes», y «agradables giros y lentos movimientos curvados alrededor de Miguel según toca la guitarra con una profundidad de campo muy superficial para mejorar la belleza de las velas en primer plano [con] enfoques suaves».
Por otro lado, Jessup catalogó como «elegante y mágico» el puente que une la tierra de los vivos y la de los muertos, cuyo diseño está inspirado en «las cadenas de flores anaranjadas que vimos en las calles [de México], y que simbolizan el camino que deben seguir las almas de los fallecidos para llegar a los altares de los hogares durante la festividad del Día de Muertos». De acuerdo con Michael K. O'Brien, supervisor de efectos especiales, su desarrollo representó «un gran reto técnico» para el equipo de animación, si bien se refirió a este elemento como «visualmente emocionante con pétalos goteando de él; fue una tarea masiva artística. [El equipo de animación] quería resplandecerlo [para hacer que] se sientan vivos. [En] las escenas en las que Miguel saca unos pocos pétalos del puente y en la que Héctor se hunde dentro del puente se dieron más efectos y dirección especial artística». No obstante, el grupo de trabajo se encontró con ciertas dificultades al momento de producir las criaturas esqueléticas, ya que carecían de cualquier sistema muscular y, como tal, tenían que animarse de manera diferente a la de sus contrapartes humanas.
Para la tierra de los muertos, Unkrich no quería «tener solo un mundo aburrido y libre para todos», sino que, en su lugar, tenía la intención de añadirle lógica y que estuviera en «constante expansión porque nuevos residentes llegarían regularmente». Jessup reveló que el equipo de animación buscó que el lugar fuese «una vibrante explosión de color» cuando llegara Miguel. Asimismo, comentó que «Lee [Unkrich] describió un mundo vertical de torres, contrastando con la planitud de Santa Cecilia. Las luces y los reflejos están deslumbrando y hay un sistema de transporte loco que lo conecta todo. Los colores del vestuario son mucho más vibrantes que en la tierra de los vivos, donde [el equipo de animación] intentó estar con los pies en la realidad. [Ellos] realmente salieron en la tierra de los muertos para hacer un reflejo de la festividad». Según David Ryu, el director de supervisión técnica de la película, los animadores «descubrieron la solución para introducir una luz única [pero que le] diera un millón de puntos» para las escenas en el exterior del mundo de los muertos: «El renderizador lo ve como una sola luz, pero nosotros vemos un millón de luces».

### Banda sonora

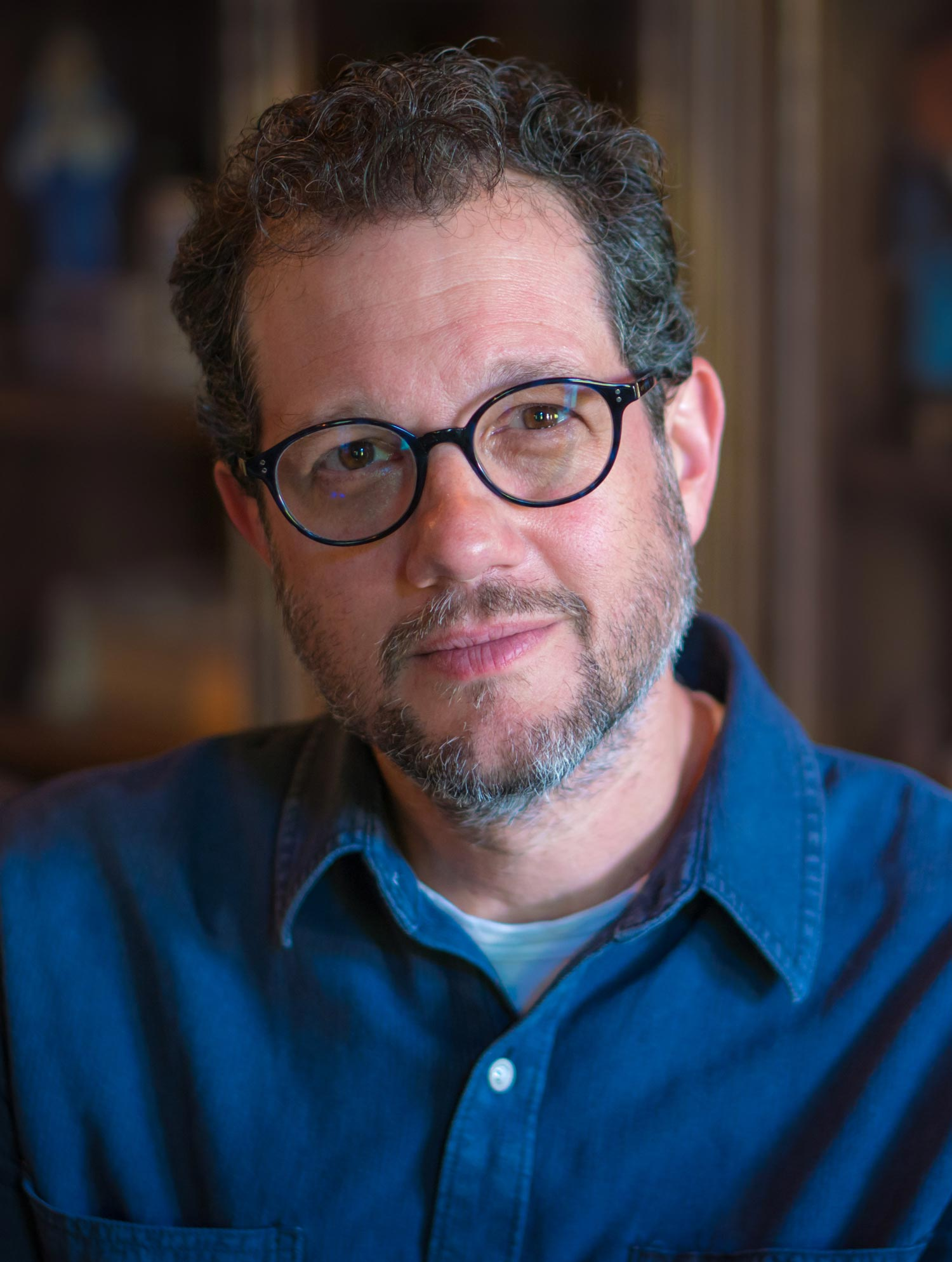
Michael Giacchino, compositor de la banda sonora.

Michael Giacchino fue el responsable de componer la banda sonora de Coco y estuvo apoyado por un equipo integrado por Germaine Franco, Adrián Molina, Robert Lopez, Kristen Anderson-Lopez, y Camilo Lara. En opinión de Giacchino: «[La composición musical de Coco] se reduce a ¿qué es lo mejor para esta historia? ¿Cuál es la mejor manera de contar esta historia? ¿Es un musical? ¿O es un drama? ¿O tal vez es una película sobre música con buena música regional? Todo se reduce a lo [que resulte] mejor para esta película». De hecho, debido a que en la trama la familia tiene una estricta prohibición sobre la música, la introducción de la banda sonora era un paso complejo.
Con varios arreglos y canciones compuestas hasta entonces, entre ellas «Recuérdame», a cargo de Anderson-Lopez y Lopez, Franco viajó a México para reunirse con Camilo Lara, a quien previamente había contactado Unkrich para que participara como «consultor cultural» con el propósito de «conectar la película con la plétora de géneros musicales mexicanos». Por ejemplo, para facilitar la selección de los temas que habrían de conformar el álbum, Lara grabó a algunos músicos de distintos géneros, y amigos suyos, para analizar sus interpretaciones junto con Franco, y tomar una decisión con base en las partituras, las composiciones de Giacchino y los arreglos previos. En total contribuyeron cincuenta músicos de distintos géneros como el mariachi, el banda, jarocho, marimba, el trío romántico, la norteña o el bolero, y se emplearon varios instrumentos entre los cuales se incluyen la guitarra, el acordeón, la tuba y la trompeta, además de objetos como conchas. De acuerdo con Franco: «Intenté producir arreglos con diferentes conjuntos de forma que pudiéramos ver cuales sonaban mejor [para el álbum]». Con relación a la grabación de ciertos temas en español, así como el uso de expresiones en este idioma en otras melodías, la intención de Giacchino y su equipo era «que la gente las entienda [las canciones], sin preocuparnos de usar palabras en español cuando sea necesario. En gran parte a eso se debe que uno pueda entender el contexto de la canción, sin tener que entender cada palabra. Es el sentimiento de la canción». Cabe mencionar que Molina escribió la letra de varias canciones, mientras que la colaboración de Franco implicó también la composición y producción de las maquetas, así como la orquestación del material.
Las grabaciones de la banda sonora iniciaron el 14 de agosto de 2017 y el 10 de noviembre del mismo año salió a la venta el álbum tanto en formato físico como en digital, además de estar disponible en iTunes. Cabe agregar que Lopez y Anderson-Lopez habían escrito otras canciones que se desestimaron de la recopilación definitiva; por ejemplo, uno de esos temas describía la celebración del Día de Muertos al comienzo de la trama, mientras que otro era interpretado por la madre de Miguel para contrastar la tradición familiar de manufactura de zapatos con la aspiración musical de su hijo. Tras su lanzamiento, el tema «Recuérdame» se hizo acreedor a un premio Óscar como mejor canción original y alcanzó la trigésimo novena posición del top 40 del Billboard 200, donde se mantuvo hasta marzo de 2018. Ese mes la versión de Miguel de «Recuérdame» tuvo 1.58 millones de reproducciones vía streaming, de acuerdo con un reporte de Nielsen Music. Entre los cantantes que participaron en la versión en español del álbum se encuentran Marco Antonio Solís, Angélica Vale, Carlos Rivera, Jorge Blanco y Natalia Lafourcade. A continuación, se enlistan las canciones de la banda sonora original en inglés:
| Coco (Original Motion Picture Soundtrack) |                                    |          |  |
| N.º                                       | Título                             | Duración |  |
| 1.                                        | «Remember Me (Ernesto de la Cruz)» | 1:49     |  |
| 2.                                        | «Much Needed Advice»               | 1:46     |  |
| 3.                                        | «Everyone Knows Juanita»           | 1:15     |  |
| 4.                                        | «Un Poco Loco»                     | 1:52     |  |
| 5.                                        | «Jálale»                           | 2:55     |  |
| 6.                                        | «The World Es Mi Familia»          | 0:51     |  |
| 7.                                        | «Remember Me (Lullaby)»            | 1:10     |  |
| 8.                                        | «La Llorona»                       | 2:46     |  |
| 9.                                        | «Remember Me (Reunion)»            | 1:14     |  |
| 10.                                       | «Proud Corazón»                    | 2:04     |  |
| 11.                                       | «Remember Me (Dúo)»                | 2:44     |  |
| 12.                                       | «Will He Shoemaker?»               | 3:18     |  |
| 13.                                       | «Shrine and Dash»                  | 1:24     |  |
| 14.                                       | «Miguel's Got an Axe to Find»      | 1:17     |  |
| 15.                                       | «The Strum of Destiny»             | 1:10     |  |
| 16.                                       | «It's All Relative»                | 2:38     |  |
| 17.                                       | «Crossing the Marigold Bridge»     | 1:49     |  |
| 18.                                       | «Dept. of Family Reunions»         | 2:45     |  |
| 19.                                       | «The Skeleton Key to Escape»       | 3:04     |  |
| 20.                                       | «The Newbie Skeleton Walk»         | 1:08     |  |
| 21.                                       | «Adiós Chicharrón»                 | 1:45     |  |
| 22.                                       | «Plaza de la Cruz»                 | 0:21     |  |
| 23.                                       | «Family Doubtings»                 | 2:24     |  |
| 24.                                       | «Taking Sides»                     | 0:57     |  |
| 25.                                       | «Fiesta Espectacular»              | 0:56     |  |
| 26.                                       | «Fiesta con de la Cruz»            | 2:33     |  |
| 27.                                       | «I Have a Great Great Grandson»    | 1:15     |  |
| 28.                                       | «A Blessing and a Fessing»         | 4:45     |  |
| 29.                                       | «Cave Dwelling on the Past»        | 2:22     |  |
| 30.                                       | «Somos Familia»                    | 2:21     |  |
| 31.                                       | «Reunión Familiar de Rivera»       | 3:04     |  |
| 32.                                       | «A Family Dysfunction»             | 2:00     |  |
| 33.                                       | «Grabbing a Photo Opportunity»     | 1:47     |  |
| 34.                                       | «The Show Must Go On»              | 2:32     |  |
| 35.                                       | «For Whom the Bell Tolls»          | 2:02     |  |
| 36.                                       | «A Run for the Ages»               | 1:50     |  |
| 37.                                       | «One Year Later»                   | 1:00     |  |
| 38.                                       | «Coco - Día De Los Muertos Suite»  | 5:47     |  |
| 78:40                                     |                                    |          |  |

### Características técnicas
Coco tiene una relación de aspecto de 2.35: 1, con un formato de negativo completamente digital, mientras que el formato impreso varía desde los 35 mm —realizado con Kodak Vision 2383, que evita que los títulos no tengan flecos coloridos, los colores desteñidos o que los toques de luz aparezcan más suaves— o los 70 mm —para los lanzamientos en formato IMAX—, a la D-Cinema que da estructura a la versión 3D. Por su parte, los sistemas Dolby Atmos, DTS, Dolby Surround 7.1, Dolby Digital y SDDS se utilizaron para la mezcla de sonido. La banda sonora fue producida mediante el sistema 12-Track Digital Sound.

### Doblaje al español
A diferencia de la habitualidad de realizar dos doblajes diferentes en español según sea para su distribución en España o Hispanoamérica, esta vez se optó por hacer uno único en México con el objetivo de que las voces representaran lo más fiel posible la cultura del país sobre el que versaba la película. De hecho, esto supuso romper con veintiséis años consecutivos en los que una película de Disney contaba con un doblaje específico para el país ibérico, ya que tal situación no sucedía desde el estreno de La bella y la bestia (1991). Debido a que el reparto en la versión original ya tenía orígenes latinos, muchos de los actores de voz tenían conocimientos de español, por lo que se aprovecharon para realizar la versión del filme en ese idioma. El proceso se realizó bajo la dirección de Ricardo Tejedo en los estudios Taller Acústico S.C., que se encuentran en la Ciudad de México.
De esta forma, el reparto protagónico de voces en la versión en español quedó constituido por Luis Ángel Gómez Jaramillo —como Miguel—, Gael García Bernal —Héctor—, Marco Antonio Solís —Ernesto de la Cruz—, Angélica Vale —Mamá Imelda—, Angélica María —Abuelita—, Elena Poniatowska y Rocío Garcel —como Mamá Coco en diálogos y canciones, respectivamente—, Víctor Trujillo —Chicharrón—, Alfonso Arau —papá Julio—, Cecilia Suárez —tía Rosita—, Ana de la Reguera —tía Victoria—, Héctor Bonilla —en lo roles de los tíos Felipe y Óscar—, César Costa —papá—, Sofía Espinosa —mamá—, Luis Valdez —tío Berto—, Jaime López —mariachi—, Trino Camacho y Carla Medina —como los agentes de llegadas y salidas, respectivamente—, Ofelia Medina —Frida Kahlo—, Salvador Reyes —como el guardia de seguridad— y, finalmente, Antonio Garci —como Juan Ortodoncia—.

## Lanzamiento

### Mercadotecnia
La primera imagen promocional de Coco se dio a conocer el 6 de diciembre de 2016, al mismo tiempo que se reveló el elenco principal de voces de su edición en inglés. Meses después, el 10 de marzo de 2017, se difundió el primer póster, y cinco días después ocurrió lo mismo con el primer avance promocional, un par antes del estreno de La bella y la bestia en imagen real; este último se caracterizó porque su contenido puso énfasis en el festejo del Día de Muertos y la música. Scott Mendelson, de la revista Forbes, describió positivamente este avance como «una excelente oferta de Pixar [al estilo de] la vieja escuela, consistente principalmente en una sola secuencia [en la que] ofrece la más mínima pista de lo que está por venir». El 29 de marzo de 2017 se estrenó vía internet Dante's Lunch - A Short Tail, un cortometraje de dos minutos de duración protagonizado por Dante, cuya producción, también bajo la dirección de Unkrich, se llevó a cabo antes de finalizar el desarrollo de Coco.
El primer avance extendido se lanzó el 7 de junio de 2017, seguido de otro el 13 de septiembre. Para su estreno en México, la campaña promocional incluyó, por ejemplo, ciertas paredes pintadas con mensajes alusivos a la película —algo que generalmente se hace en el país para anunciar eventos locales—; un concurso organizado por la empresa Cinépolis para doblar a un personaje de la cinta; un par certámenes para entrevistar al reparto y equipo de producción, y para ganar una guitarra autografiada por los realizadores de Coco, en este caso por parte de Cinemex; así como alianzas estratégicas con varias marcas de productos. En España, la agencia Havas desarrolló una página web para que el público subiera fotografías de sus seres queridos difuntos, ya que habrían de aparecer tras la secuencia de créditos finales de la película durante su exhibición en las salas de cine del país. De manera similar, para su estreno en la región ibérica se instalaron imágenes y cárteles alusivos a la película en la estación de Gran Vía del metro de Madrid. A finales del mismo año, se anunció el lanzamiento gratuito de Coco VR, un videojuego para las plataformas Oculus Rift y Samsung Gear VR, cuyo estreno ocurrió en noviembre. Ese mismo mes, Gonzalez y Sean Oliu participaron en una exposición mexicana realizada en Epcot con el tema «Un poco loco», en la que también estuvieron presentes mariachis bajo el mote de «El mariachi Coco de Santa Cecilia».
La mercadotecnia de Coco se ha extendido más allá de su estreno original en cines; por ejemplo, en mayo de 2018 se realizó una exhibición en el Ushuaïa Ibiza Beach Hotel de «piezas de barro, joyería u obras pictóricas inspiradas en la cultura zapoteca» y que influyeron en el diseño de la cinta; meses después, en octubre de 2018 se realizó una «ruta turística» en Guanajuato, Oaxaca y Michoacán con el propósito de que los turistas conocieran los pueblos y costumbres que inspiraron a la cinta de Pixar, de forma simultánea al desarrollo de una «carrera nocturna» ambientada en el filme en el Estadio Olímpico Universitario de la Ciudad de México. Al año siguiente, en noviembre de 2019 se produjo un concierto titulado Pixar's Coco: A Live-to-Film Concert Experience en el Hollywood Bowl. Asimismo, se realiza un evento anual de entretenimiento denominado «A Musical Celebration of Coco» en Disney California Adventure, en el que se invita a las familias a reunirse en la denominada «Plaza de la familia», y desde 2020 la película está presente en una de las carrozas del desfile Magic Happens que se lleva a cabo en Disneyland Park.

### Estreno
Coco tuvo su premier el 20 de octubre de 2017 en el Festival Internacional de Cine de Morelia (Michoacán, México) —la primera película animada en inaugurar este evento en sus quince años de historia—, un mes después del terremoto de Puebla y a unos cuantos meses de celebrarse elecciones federales. En ese contexto, el actor Gael García Bernal, quien estuvo presente junto con, entre otras celebridades, Unkrich, Molina, Anderson y Solís, elogió la fuerza de los ciudadanos durante el sismo, si bien avisó de un período difícil de cara al proceso electoral: «Andamos haciendo algo todos para poder ayudar en una situación crítica [...pero es un momento] para volvernos a encontrar [...] Va a haber un larguísimo proceso de reflexión y de intercambio de opiniones [...y que] podemos llegar a soluciones interesantes porque México lo merece». Asimismo, el lanzamiento fue considerado como una «carta de amor» de Estados Unidos a su vecino del sur, debido a que su presidente, Donald Trump, había realizado una campaña presidencial cargada con una retórica poco favorable hacia México, al afirmar que quería construir un muro fronterizo porque, según él, «no nos envían a los mejores [ciudadanos]». En esa misma línea, de la mano de Disney se realizaron un par de exposiciones —México y Walt Disney: Un encuentro Mágico y El Arte de Coco— en la Cineteca Nacional, con el objetivo de rememorar todos las influencias que el país latinoamericano había tenido para la productora hasta ese momento. Pocos días más adelante, se realizó otro pequeño lanzamiento en el Palacio de Bellas Artes de la Ciudad de México el 24 de octubre y contó con la participación de la Orquesta Sinfónica Nacional y Carlos Rivera, mientras que su apertura a todos los públicos tuvo que esperar hasta el 27 de ese mismo mes en México —el fin de semana anterior al Día de Muertos—, y en Estados Unidos al 22 de noviembre —en la semana del Día de Acción de Gracias—. Su lanzamiento se produjo en una época con el mercado muy saturado de producciones, ya que momentos antes hacían lo propio Thor: Ragnarok, Liga de la Justicia y The Star, otra cinta de animación, mientras que tres semanas después a Acción de Gracias saldrían al público Star Wars: Episodio VIII - Los últimos Jedi y la animada Ferdinand. Fue una de las tres películas que Disney lanzó en el corredor de noviembre y diciembre.
A su vez, Coco fue la segunda producción de Pixar que se estrenó aquel año, tras Cars 3, mientras que 2017 fue el segundo año que la empresa lanzaba dos filmes, hecho que ya había sucedido en 2015 con Inside Out y The Good Dinosaur. Asimismo, la proyección en cines vino acompañada por un tiempo limitado con el corto de veintiún minutos Olaf's Frozen Adventure, en el que destacaban los personajes del reparto protagónico de Frozen (2013), por lo que Coco se convirtió en el primer filme de Pixar que no vino acompañado por un cortometraje original, desde el estreno en 1995 de Toy Story. Sin embargo, tuvo una escasa aprobación por parte del público, ya que, acostumbrados a visualizar un corto original, Pixar fue criticado por la falta de creatividad en aquella ocasión. Por otro lado, sus fechas de estreno a nivel mundial fueron las siguientes:

## Recepción

### Comercial
En Estados Unidos y Canadá, que en conjunto forman el mercado doméstico, Coco se proyectó en 3987 salas de cine, con lo que se estimó que se haría con entre 55 y 65 millones USD en sus primeros cinco días, incluido los 40 millones de su primer fin de semana. Asimismo, se hizo con 2.3 millones USD en los estrenos limitados que hubo el martes de la semana de estreno, lo que le colocó a nivel de éxito comercial en ese momento entre dos estrenos de Disney: Moana —2.6 millones USD— y The Good Dinosaur —1.3 millones USD—, así como con 13.2 millones USD en su primer día de lanzamiento a todos los públicos. En su primera semana, el filme ya se había hecho acreedor a ganancias por valor de 50.8 millones USD —72.9 millones USD contando sus primeros cinco días—, de forma que acabó en la primera posición. Además, consiguió ser la cuarta película que mejor desempeño tuvo cuando en la semana de estreno se encontraba el Día de Acción de Gracias, solo por detrás de Frozen, Moana y Toy Story 2. En su segundo fin de semana, su rendimiento en taquilla cayó un 46 % hasta los 27.5 millones USD, si bien su decrecimiento fue inferior a los de Frozen, Moana, Enredados y The Good Dinosaur y otra vez en primer lugar, igual que en su tercer fin de semana, aunque cayó otro 33 % al obtener unas ganancias de 18.5 millones USD, situación muy similar a la que tuvo Moana. De esta forma, Coco se convirtió en el cuarto filme de 2017 en encabezar la taquilla tres fines de semana, tras Split, The Fate of the Furious y The Hitman's Bodyguard, aunque poco después fue superada por otra producción de Disney, Star Wars: Episodio VIII - Los últimos Jedi, así como por el filme animado Ferdinand.
Sin embargo, para su quinta semana el filme ya había bajado hasta la quinta posición, debido a la competencia de tres nuevos estrenos —Jumanji: Welcome to the Jungle, Pitch Perfect 3 y El gran showman—. Por su parte, en la semana vacacional del 22 al 28 de diciembre, la película acabó en sexta posición, al hacerse con unos ingresos de 16.3 millones USD —2.8 millones USD solo en Navidad—, lo que representa una subida del 6 % con respecto a la semana anterior, pese a que había dejado de emitirse en mil salas de cine. A su vez, consiguió mantener la sexta posición en su sexta semana desde su lanzamiento, lo que implicaba un aumento de casi el 39 % al ser un fin de semana de tres días y la cifra aumenta hasta el 87 % si contamos cuatro días; de hecho, en el día de Año Nuevo se hizo con una taquilla de 2.6 millones USD, mientras que su caída del listado de las diez películas más exitosas en taquilla se produjo en su octava semana desde que se lanzó a la gran pantalla —pese a que se incluía el día de Martin Luther King Jr.—, al caer entre un 38 % y un 14 % dependiendo de si contamos al fin de semana con tres o cuatro días, respectivamente.
Por otro lado, en México Coco se hizo con 9.3 millones USD en su primer fin de semana de estreno, lo que la convirtió en la película animada original con un mejor debut en fin de semana fuera del verano en aquel país. En el mismo período de la semana siguiente, se hizo acreedor a ganancias por valor de 10.8 millones USD, lo que supuso un aumento del 12 %; esto implicó que el filme se convirtiese en el que más rápido aumentó sus ganancias en los primeros diez días de estreno, así como el lanzamiento de un largometraje animado más exitoso en el país azteca. No obstante, en su tercer fin de semana, cayó un 23 %, al captar solo 8.4 millones USD, lo que hizo que Coco tuviera una recepción comercial total de 792 millones MXN —41.4 millones USD—, esto es, la mejor película animada y el segundo filme más taquillero de todos los tiempos en México —solo superado por The Avengers (2012) de Marvel— hasta aquella fecha. Unos días más adelante, el 15 de noviembre, Coco adelantó al filme de Marvel, por lo que se puso en primera posición también en ese aspecto. Sus ingresos en taquilla finales ascendieron a 57.8 millones USD.
En China, Coco terminó en primer lugar en las listas de taquilla del primer fin de semana al hacerse con un monto de 18.2 millones USD, lo que supuso que el filme se hizo con la segunda mejor posición para una producción de Disney o Pixar, solo por detrás de Zootopia (2016). Mientras su rendimiento iba en aumento cada día de su primera semana, en su segundo fin de semana sus ingresos en las salas de cine crecieron un 148 % hasta un total de 75.6 millones USD, si bien en el tercero cayeron un 21 % con 35 millones USD —aunque siguió manteniendo la primera plaza—. Al cuarto fin de semana, el largometraje cayó hasta la tercera posición, debido a la competencia de dos producciones del país asiático, aunque se hizo acreedor a ganancias por valor de 17.1 millones USD. El éxito de Coco en China fue toda una sorpresa para los analistas de rendimiento en taquilla, quienes estimaban unos ingresos totales de aproximadamente 30 o 40 millones USD, pero ya en su segundo fin de semana se había convertido en la película más taquillera de Pixar en aquel territorio, hasta casi doblar a Buscando a Dory, que ostentaba la primera posición en aquel entonces, y en el quinto dejó atrás a Despicable Me 3 para convertirse en la segunda película animada más taquillera, tras la ya mencionada Zootopia. En total, se hizo en China con 189.2 millones USD, y los países más taquilleros fueron —además de los ya mencionados— Japón (41.4 millones USD), Francia (33.2 millones USD), Reino Unido (26.1 millones USD), Corea del Sur (25.9 millones USD), España (21.4 millones USD), Argentina (17.6 millones USD), Italia (14.4 millones USD) y Alemania (12.3 millones USD). Su taquilla final fue de 209.7 millones USD en el mercado doméstico y 597.3 millones USD en el extranjero, lo que dio un monto total de 807.1 millones USD.

### Crítica

#### Anglosajona y de otros países
Coco posee una valoración de 97 % en el sitio web recopilatorio Rotten Tomatoes, de acuerdo con 357 reseñas y una puntuación promedio de 8.3 sobre 10; en su evaluación, los responsables del portal concluyeron que «los ricos placeres visuales [de la cinta] se combinan con una narrativa reflexiva que brinda un sentido familiar y conmovedor a temas como la cultura, la familia, la vida y la muerte». Se trató de la novena cinta con mejor puntuación de 2017 en el sitio. Mientras tanto, Metacritic le asignó una calificación promedio de 81 sobre 100 a partir de cuarenta y ocho evaluaciones de distintos medios; y en el portal CinemaScore el filme posee una puntuación de «A+», con lo que pasó a ser una de las noventa películas en la historia de esa página web en recibir tal calificación, y la sexta de Pixar en lograrlo después de Up (2009). De manera similar, los usuarios de PostTrack le concedieron una puntuación de 5 sobre 5.
Michael Rechtshaffen, de The Hollywood Reporter, opinó que: «En cada momento imaginativo, los cineastas (el guion se le atribuye al veterano de Pixar, Molina y a Matthew Aldrich) crean un tapiz muy rico de relatos comprensivamente analizados, personajes completamente dimensionales, toques inteligentes, tiernos y divertidamente macabros, y escenas vívidas y bellamente texturizadas». Igualmente, Robert Abele, de TheWrap, elogió la película al declarar que «si una película animada va a ofrecer a los niños una forma de procesar la muerte, es difícil imaginar un ejemplo más enérgico, conmovedor y alegremente entretenedor que Coco». En su reseña para Variety, Peter Debruge detalló: «En cualquier caso, funciona: los creadores de Coco claramente tenían el final perfecto en mente antes de aclarar todos los demás detalles, y aunque la película a veces se ve forzada, y presenta demasiadas bromas infantiles... el verdadero desenlace emocional de la historia se gana los sollozos que seguramente inspirará». En su opinión, la cinta representa «[Una] adición efectiva y casi excepcional a la obra de Pixar». Matt Zoller Seitz, de RogerEbert.com, le dio a la película una puntuación máxima de 4 sobre 4 al argumentar que «hay un toque del maestro japonés Hayao Miyazaki en la representación natural de cómo los muertos interactúan con los vivos, así como en su representación de ciertas criaturas como Dante y Pepita». Al final de su nota, especificó que tuvo «algunas objeciones menores mientras veía [la película], pero no recuerdo cuáles eran. Es un clásico».
Peter Travers, de Rolling Stone, le proporcionó una nota de 3.5 sobre 4 y la describió como un «tributo de amor a la cultura mexicana», al tiempo que elogió la animación, las actuaciones vocales —particularmente de González, García Bernal y Bratt—, y su tono emocional y temático, así como su profundidad narrativa. A su vez Michael Phillips, de Chicago Tribune, la calificó como «vívidamente buena y bellamente animada» y destacó favorablemente las composiciones de Giacchino, además de comparar su emotividad con Inside Out (2015). AO Scott, de The New York Times, también tuvo comentarios positivos al distinguirla como «una tonada atemporal con una originalidad y un estilo cautivadores, y con un ingenio errante y juguetón de la cultura pop», al mismo tiempo que percibió su tono cultural como «inclusivo» y «un sello distintivo de [las producciones] de Disney del siglo XXI». Richard Roeper, de Chicago Sun-Times, consideró que la cinta está «llena de vida» y la catalogó como «una aventura trepidante y conmovedora», a la vez que elogió las interpretaciones vocales como «fantásticas» y «de primer nivel». Brian Truitt, de USA Today, la describió como «efervescente, inteligente y reflexiva» y uno de los productos «más magníficamente animados de Pixar» así como «la película más musical de Pixar, con una gran cantidad de melodías pegadizas». Por su parte, Stephen Whitty, de Inside Jersey, opinó que los escenarios del filme «tienen una vitalidad y una atmósfera que conlleva calidez. E incluso ambos persisten, un poco, como un acorde de guitarra perfectamente golpeado».
Cabe destacar que Coco tuvo una destacada recepción crítica en China debido, entre otros aspectos, a su mensaje sobre la familia. De acuerdo con Quartz Stanley Rosen, profesor de ciencias políticas de la Universidad del Sur de California: «Vemos que con Coco ha ocurrido algo parecido a lo que sucedió con Dangal, una película hindú de 2016 que trataba sobre las primeras luchadoras que compitieron por India y sobre su padre, que las entrenó. La película también enviaba un fuerte mensaje sobre la necesidad de dar prioridad a la familia y se convirtió en un exitazo en China». Peter Bradshaw, de The Guardian, comparó «los últimos cinco minutos de Coco con la secuencia inicial de Up» y agregó en su evaluación que el filme «está concebido en líneas clásicas, sin duda, pero tiene las cosas más raras [que pueden hallarse] en las películas en general: un tercer acto real y un final interesante. Tiene algo que decir sobre la memoria y la mortalidad y cómo pensamos en la gran aventura que nos espera a todos, que finalmente incubó un nudo inesperadamente terco en mi garganta. Esta película tiene una potencia que Pixar no ha tenido en mucho tiempo». Por otra parte, el Australian Council on Children and the Media describió que «Coco es una colorida animación de Disney/Pixar, que trata algunos temas serios de una manera divertida. Mantiene el valor de la familia y su historia emotiva tirará de las fibras del corazón».

#### Hispanoamericana y española

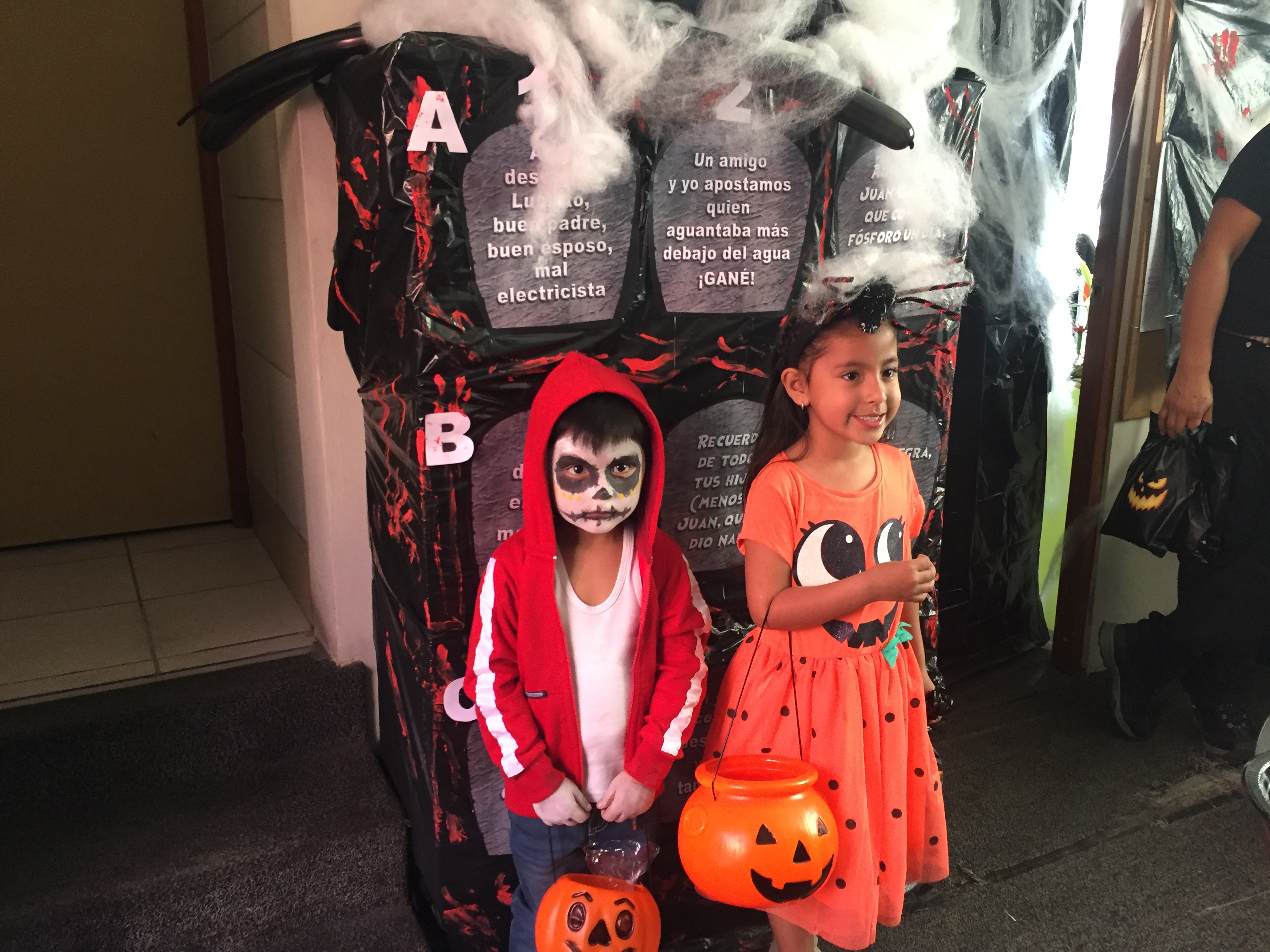
Un niño disfrazado del personaje de Miguel en Lima (Perú) durante el Halloween de 2018.

Coco tuvo una recepción favorable por parte de la crítica mexicana. Por ejemplo, en opinión de El Siglo de Durango: «Coco representa un recorrido por los sabores, colores, costumbres, sonidos, paisajes y el imaginario mexicanos». De acuerdo con una encuesta realizada por el mismo diario a sus lectores, uno de los aspectos favorables de la cinta radica en que «se estudió la tradición y se plasman cosas esenciales de la cultura mexicana y dejan fuera los estereotipos clasistas y discriminatorios», mientras que el portal Dinero en Imagen lo calificó como uno de los cinco filmes de Pixar «para criar niños líderes», al resaltar aspectos como que «los negocios familiares pueden perpetuarse» y que «los emprendedores [deben] enfrentarse a muchas cosas que desconocen y aceptar los riesgos que la actividad conlleva». De forma similar Jessica Oliva, de la revista mexicana Cine Premiere, la describió como «la película de Pixar más arriesgada y, por tanto, la más fructífera y hasta esperanzadora, no tanto por su aventura en sí (en muchas formas carismática, pero promedio), sino por el tipo de mano que extiende», aunque juzgó desfavorablemente los diálogos en la versión doblada, así como los temas musicales en contraste con los de Frozen. Otra opinión favorable provino de Alonso Díaz de la Vega, para El Universal, quien en su reseña reiteró que «la impresión general que da este filme de Lee Unkrich y Adrián Molina es de una admiración e incluso respeto a la cultura nacional». Por otro lado, Adolfo López en su artículo para El Sol de Morelia la describió como «un homenaje al valor, [...donde] el espectador puede descubrir no solo los trajes y los colores típicos de nuestra cultura, sino también el valor y el significado que tiene la familia dentro de la idiosincrasia del mexicano». A su vez, Lucero Solórzano, del periódico Excélsior, elogió el trabajo de campo del cineasta: «El intenso trabajo de investigación es evidente y Lee Unkrich aleja su interpretación de México de los clichés y chocantes estereotipos denigrantes de muchas producciones norteamericanas» y concluyó que es «una espléndida y digna recreación de las tradiciones y costumbres mexicanas». Asimismo, la reseña de Daniel Krauze para el diario El Financiero indicó que «la película empalma clichés sobre nuestro país con una especificidad que parece partir de un cariño genuino por la cultura que retrata, [...aunque] estamos conscientes de que está representado por una mirada extranjera que registra nuestro lado exótico».
En el resto de Hispanoamérica, para el portal argentino La Voz, «despertó un fanatismo pocas veces visto entre los espectadores, que encontraron ternura, aventuras y familiaridad en el filme de Pixar», además de que «Pixar, nuevamente, «tocó una fibra profunda, creó una historia llena de matices para repensar la muerte y nuestros lazos imaginarios con quienes ya no están entre nosotros». En su evaluación, la catalogó como «sumamente festiva y melancólica», además de destacar la «sensibilidad convulsiva» de su banda sonora. En adición a lo anterior, Erick Estrada del sitio web Cinegarage.com opinó que «existe una serie de datos, guiños, imágenes, frases y rostros que hablan de un conocimiento real del mundo que se quiere elaborar, fruto sin duda de una investigación profunda y sin prisas», a la par que Pablo Marín en su reseña para el diario chileno La Tercera, donde comentó que «es una expedición narrativa con sus tópicos y sus recurrencias, pero que dignifica el material con el que trabaja, incluso en sus pasajes más pirotécnicos, bullangueros y/o sentimentales». Sebastián Pimentel, del peruano El Comercio, destacó su trama y mencionó que «es uno de los pocos filmes norteamericanos que se han acercado a América Latina con algo de respeto y, sobre todo, con una empatía cultural y estética digna de admiración». Asimismo, Pablo O. Scholz en su reseña para el periódico argentino Clarín resaltó que «hacía tiempo que la dupla Disney/Pixar no ofrecía una película que implicara un tema profundo como la muerte, [...y que] quien quiera ver más allá de lo superficial, se dará un banquete», línea similar que siguió Andrés Hoyos Vargas, del colombiano El Tiempo, donde comenta: «Las historias de familia pasan de unos a otros y es en esa conexión de recuerdos y reminiscencias que se logra un verdadero tejido emocional [...] A la vez ofrece momentos de verdadera tensión emocional que pueden arrancar una lágrima, acompañada dos segundos después por la risa o el humor en su tono más claro». Al mismo tiempo, William Villegas, del diario costarricense La Nación elogió el proceso técnico del filme: «Con imágenes llevadas a la perfección y una ambientación de gran riqueza plástica [...] el filme puede ser previsible en algunos tramos, pero con imágenes dignamente creíbles».
Por su parte, en España el sitio web SensaCine otorgó al filme una puntuación de 4 sobre 5 estrellas, mientras que la columnista Mireia Mullor, de la revista Fotogramas, afirmó que «[Coco] es sin duda un prodigio —visual, emocional, imaginativo— en su retrato de las tradiciones mexicanas». Por otro lado, Jordi Costa en su artículo para el periódico El País mencionó la utilidad de Coco como terapia contra la muerte: «[El filme] ejecuta su plan de elaborar una educación para el dolor y la ausencia recurriendo a la festividad mexicana del Día de los Muertos, [...además de] derribar todo prejuicio: por encima de todo, aquí hay una sorprendente caracterización de personajes y animación sobresaliente al servicio de la dramaturgia»; en esta última parte coincide la evaluación de Mikel Zorrilla para el sitio web Espinof.com, ya que catalogó el largometraje como «una maravilla, el regreso del mejor Pixar» al difundir «su espléndido sentido de la aventura y recuperando sus mejores armas para provocar que las lágrimas se escapen de los ojos del espectador». Para la agencia informativa EFE, el largometraje «es una historia de amor a México», mientras que el sitio web Deculture.es argumentó que «la película siempre nos mantiene al filo de las emociones con una sencillez desbordante [...] los momentos cómicos se entrelazan con los más duros y sentimentales con suma facilidad», además de valorar positivamente su música al considerar que «desborda la esencia de la música de México». En otro par de reseñas favorables, Desirée de Fez, para el periódico El Español, comentó que «es una piñata rellena de los mejores personajes, las mejores historias, los momentos más emocionantes y todos los colores (y muchos más) de las películas de Pixar», al mismo tiempo que en su columna para ABC, Oti Rodríguez Marchante opinó: «La fundición de las dos más grandes empresas de metalurgia emocional, Disney y Pixar, proponen aquí un maridaje o reunión especial entre el dibujo animado y la más animosa tradición mexicana. Luz, colorido, musicalidad y alma en lo que es un elogio al carácter, cultura, folclore y singularidades de[l] México lindo».
Por otra parte, si bien Cnet.com resaltó que la cinta representa «una buena dosis de nostalgia para quienes amamos y extrañamos a México [en el extranjero]», descartó que se tratara de la mejor producción de Pixar o la trama más original. Por ejemplo, criticó que «a pesar de ser complejo y colorido, la cantidad de capas y edificaciones [de la tierra de los muertos] se pierden una sobre otra y carece del encanto del pueblo de los vivos, con sus plazas arboladas y sus techos de tejas», aunado a que «las calacas que pululan en estas tierras no logran emular el carisma de los personajes de José Guadalupe Posada». De igual forma, una reseña no tan favorable fue escrita por Luis Martínez en su colaboración con el diario El Mundo, ya que consideró que Pixar vuelve a usar los mismos tópicos: «De nuevo, la película se plantea en la línea que separa dos mundos ingrávidos, sutiles y, por supuesto, completamente ajenos entre sí (ahí estaban Toy story [sic], Monstruos S.A. o Del revés); dos universos, cada uno a un lado del espejo, como la metonimia perfecta de lo que significa la propia animación, [...y sigue] con los argumentos que se repiten, otra vez nuestro héroe (como en Buscando a Nemo o Ratatouille) se debate contra un destino no tanto adverso, que también, como definitivamente tabú [la muerte]» y terminó diciendo que «[en] la enésima obra maestra de la factoría acaban por desvelar de manera demasiado evidente el artificio que los mueve. Pocas veces antes todo resultó, pese a los logros a la vista, tan melodramáticamente inane, tan aparatosamente tramposo».

### Premios y reconocimientos
Coco resultó nominada a una variedad de premios y reconocimientos, y en varios se le reconoció como mejor película animada de ese año. Por ejemplo, la canción de «Recuérdame» fue particularmente aclamada. Al mismo tiempo, en la 75.ª edición de los Premios Globo de Oro, triunfó en la categoría de mejor película animada, mientras que el ya mencionado tema fue nominado a la mejor canción original. Por su parte, en la 45ª entrega de los Premios Annie, el filme se hizo acreedor de varias nominaciones, haciéndose con la estatuilla en trece casos, entre otras, en las categorías de mejor película animada, mejor dirección de una película animada, mejor guion de una película animada y mejor actuación de voz en una película animada, todos ellos recogidos por Gonzalez. A su vez, en la 90.ª ceremonia de entrega de los Premios Óscar ganó los trofeos de mejor película de animación y mejor canción original, a la par que el National Board of Review la eligió como la mejor película animada de 2017.

### Controversias
En 2013 Disney solicitó el registro de la frase «Día de Muertos» como marca comercial, una acción que suscitó críticas especialmente de los inmigrantes mexicanos en Estados Unidos, así como una petición firmada por más de 21 000 personas en la plataforma Change.org, donde se dejó entrever que tal solicitud representaba una «apropiación cultural de lo peor». Esta situación quedó ironizada en una caricatura elaborada por el mexicano Lalo Alcaraz a manera de póster de la película en la que incluyó un esqueleto de Mickey Mouse, llamado «Muerto Mouse», de significativas proporciones, acompañado del enunciado «It's coming to trademark your cultura» —traducción: «Viene a registrar tu cultura»—. A la semana siguiente, Disney anunció que había desestimado el proceso en un comunicado donde explicó que «la solicitud [como] marca comercial tenía la intención de proteger cualquier título para nuestra película y actividades relacionadas. Desde entonces, se ha determinado que el título cambiará, y por lo tanto vamos a retirar nuestra solicitud de registro de marca». Cabe agregar que, poco antes de su estreno en España, se suscitó otra controversia en redes sociales, pero relacionada con la ausencia de una versión doblada específica para aquel país.
A finales de 2018 se dio a conocer que, tras el estreno de Coco, Pixar no había reconocido públicamente la supuesta inspiración detrás de Mamá Coco: una señora de ciento cinco años de edad llamada María de la Salud Ramírez Caballero, nativa de una comunidad de alfareros purépechas de Santa Fe de la Laguna, en Quiroga, Michoacán. En una entrevista realizada en noviembre de ese año, Salud reveló que los productores del filme «me ofrecieron muchas cosas, pero nada. No soltaron nada. Nomás vinieron a retratarme. Y nos dijo: a ver, ¿qué necesitas? Le digo yo: mira cómo estoy viviendo, y sola. Mis hijas viven aquí atrás de la casa y yo aquí sola». En opinión de los lugareños, la atención atraída por Salud desde entonces ha aumentado tanto el turismo en el pueblo como el interés en las obras artísticas de sus alfareros. De acuerdo con esta última, varias personas han ido a visitarla y, cuando se refieren a ella como «Mamá Coco», Salud les responde: «Yo no me llamo así [Coco]. Yo me llamo María de la Salud». Sus familiares expresaron que «no buscan recibir regalías o dinero [...] solo que la empresa reconozca la contribución de ella [a Coco]», especialmente después de que se le diagnosticara una enfermedad pulmonar obstructiva crónica (EPOC) que amerita el uso de un tanque de oxígeno para ayudarla a respirar.
Por su parte, el equipo de producción del largometraje reveló que «la familia Rivera, un matriarcado multigeneracional encabezado por la formidable abuela de Miguel, [está basada] en familias del mundo real con las que [los productores] se reunieron durante su visita a los estados mexicanos de Oaxaca y Guanajuato entre 2011 y 2013», y que «no solo [la película] se basa en un lugar real en México, sino también en tradiciones reales, por lo que sabíamos que era muy importante hacer la investigación, registrar cada detalle, para que cuando volvamos a Pixar y empecemos a decidir cómo se verá esta ciudad, cómo se vestirá esta abuela, qué tipo de baile y música van a escuchar, todo provenga de [algo] informado», pero en ningún momento se mencionó que Coco estuviese basada en Salud.

## Formato doméstico
Coco se lanzó en transmisión en línea en alta definición y para descarga digital el 13 de febrero de 2018, mientras que su comercialización en DVD, Blu-ray y Blu-ray Ultra HD por Walt Disney Studios Home Entertainment tuvo que esperar al día 27. Asimismo, también se publicó en la plataforma Netflix de Estados Unidos el 29 de mayo de ese mismo año. Solo en su primera semana, la compañía vendió en ese país 1 457 671 unidades de DVD por valor de 7 089 324 USD y hasta noviembre de 2019 había colocado en el mercado 1 510 147 que le dieron unas ganancias de 23 525 428 USD. Un comportamiento similar tuvo la comercialización de las unidades en formato Blu-ray, al empezar con 1 135 545 de copias vendidas —que generaron unos ingresos de 25 043 138 USD— hasta que unos tres meses más tarde ya se habían superado los 2 millones de discos, lo que se tradujo en más de 48 millones USD en ingresos extra para Disney. Finalmente, en Estados Unidos Coco consiguió en 2018 hacerse con el quinto lugar en ventas de DVD y el sexto en Blu-ray, a la par que si combinamos ambos formatos mantendría la quinta plaza y solo sería superado por Black Panther, El gran showman, Avengers: Infinity War y Star Wars: Episodio VIII - Los últimos Jedi.

## Secuela
En marzo de 2025, Disney anunció que una secuela dirigida de nuevo por Lee Unkrich y Adrian Molina, titulada Coco 2, estaba en desarrollo.